# 13 призраков Скуби-Ду
«13 призраков Скуби-Ду» (англ. The 13 Ghosts of Scooby-Doo) — седьмая по счёту серия мультфильмов студии Ханна-Барбера о приключениях Скуби-Ду. Премьера состоялась 7 сентября 1985 года на американском канале ABC.

## Сюжет
Знаменитые детективы Скуби-ду и Шэгги со своей командой (правда, без Фреда и Велмы) отправляются на отдых в Гонолулу, но по стечений «мистических» обстоятельств приземляются в Гималаях. Местные жители негостеприимно встретили их, поскольку данный город был «проклят» тёмными силами, и жители города решают их выгнать, а вместе с ними и мальчишку-продавца Флим Флама, который приносил в город лишь одни неприятности. Скуби и Шэгги видят, что их самолёт пропал, Флим Флам знакомит их со своим другом, волшебником и медиумом Винсентом Ван Гоблином, который рассказывает им о проклятье. Жители города узнают о том, что медиум рассказал путникам эту тайну и решают оставить наших героев в городе навсегда. На Шэгги, Скуби, Скрэппи и Флим Флама нападают оборотни во главе с Дафной, на которую подействовало заклятие превращения. Но Флим Флам помог всему городу избавиться от проклятья. Шэгги и Скуби находят сундук с проклятьем зла — Сундук Демонов, им помогли два призрака-неудачника Бука и Чудик, они открывают его и выпускают на волю 13 демонов зла, которые хотят разрушить мир. И всей честной компании вместе с Флим Фламом и Винсентом Ван Гоблином суждено испытать немало трудностей и многочисленные козни со стороны призраков и демонов, но в конце концов, Сундук Демонов снова стал полон. И на этот раз навсегда.

## В ролях
| Персонаж           | Озвучка       |
| ------------------ | ------------- |
| Скуби-Ду           | Дон Мессик    |
| Шэгги              | Кэйси Касэм   |
| Дафна Блейк        | Хизер Норт    |
| Винсент Ван Гоблин | Винсент Прайс |
| Флим Флам          | Сьюзэн Блу    |
| Бука               | Арт Джонсон   |
| Чудик              | Ховард Моррис |
| Скрэппи-Ду         | Дон Мессик    |

## Список серий
| Сезон | Серии | Оригинальная дата выход (в США) | Оригинальная дата выход (в США) | DVD-релиз    |
| Сезон | Серии | Премьера сезона                 | Финал сезона                    | Регион 1     |
| ----- | ----- | ------------------------------- | ------------------------------- | ------------ |
| 1     | 13    | 7 сентября 1985                 | 7 декабря 1985                  | 29 июня 2010 |

| № в сезоне | Название                                                             | Призрак                                              | Дата премьеры    |
| --- | -------------------------------------------------------------------- | ---------------------------------------------------- | ---------------- |
| 1 | «Всем упырям, которых я любил» «To All the Ghouls I've Loved Before» | Призраки освобожденные из сундука                    | 7 сентября 1985  |
| Самолёт команды приземляется рядом с древним храмом в Тибете. А затем Скуби и Шегги невольно освобождают 13 привидений из сундука (как говорят два призрака Богл и Верд: "Эти живые - самые глупые на Земле") |                                                                      |                                                      |                  |
| 2 | «Скубра-Кадубра» «Scoobra Kadoobra»                                  | Злобный Малдор                                       | 14 сентября 1985 |
| Команда преследует призрак колдуна из Тёмных Веков в недрах замка с привидениями и находит могущественный артефакт, который сможет погубить привидения. |                                                                      |                                                      |                  |
| 3 | «Я и моя тень Демон» «Me and My Shadow Demon»                        | Королева Морбидия                                    | 21 сентября 1985 |
| Привлечённые загадочным поместьем Бефудлед, команда должна бороться с таинственным Демоном Теней. |                                                                      |                                                      |                  |
| 4 | «Отражение в глазу вампира» «Reflections in a Ghoulish Eye»          | Призрак отражений                                    | 28 сентября 1985 |
| Компания сталкивается с Призраком отражений, страшным призраком, который ловит смертных в свою ловушку - зеркало жутких измерений. |                                                                      |                                                      |                  |
| 5 | «Какое ужасное развлечение» «That's Monstertainment»                 | Зомба                                                | 5 октября 1985   |
| Компания попадает в ловушку Зомбы - Скуби и его друзья становится героями классического фильма ужасов «Сын невесты Призрака Франкенштейна». А в это время Зомба пытается попасть в тщательно охраняемую комнату Скуби и украсть Сундук с Призраками                                                                                         |                                                                      |                                                      |                  |
| 6 | «Корабль призраков» «Ship of Ghouls»                                 | Призраки сбежавшие из сундука и Циклон-циклоп монстр | 12 октября 1985  |
| После слишком большого количества нервных напряжений команда решает провести каникулы, где Богл и Верд планируют напугать Скуби до смерти. |                                                                      |                                                      |                  |
| 7 | «Симпатичная нечистая сила» «A Spooky Little Ghoul Like You»         | Никара                                               | 19 октября 1985  |
| Во время посещения собрания колдунов на Винсента Ван Гоблина наложили любовные чары. Это была Никара, демон, который получит силы Ван Гоблина при их свадебном поцелуе. |                                                                      |                                                      |                  |
| 8 | «Когда ведьмы загадывают желания» «When You Witch Upon a Star»       | Марчелла                                             | 26 октября 1985  |
| Три неуклюжие ведьмы по имени Эрнестина, Ванда, и Хильда Брюстеры (по аналогии женской версии Трех Марионеток) выполняют задание мощной Марчеллы. Ведьмам надо выполнить заклинание, которое избавит её от измерение-ловушки. |                                                                      |                                                      |                  |
| 9 | «Великолепный Скуб» «It's a Wonderful Scoob»                         | Таймслим                                             | 2 ноября 1985    |
| Из-за слишком большого количества страхов и испугов Скуби покидает команду и на его место занимает ленивая овчарка по имени Берни Гамшир. Винсент Ван Гоблин берет Скуби с собой в будущее, чтобы показать ему, что будет с миром, если он не вернется и не остановит Таймслима, который выпустил демонов, которые ранее были в заключении. |                                                                      |                                                      |                  |
| 10 | «Скуби в Крякленде» «Scooby in Kwackyland»                           | Демондо                                              | 9 ноября 1985    |
| Компания и Демондо попали в журнал комиксов и теперь должны полагаться на помощь комических персонажей - в том числе любимого персонажа Скуби Утконоса-Супер-Героя - что бы найти выход. |                                                                      |                                                      |                  |
| 11 | «Побережье призраков» «Coast to Ghost»                               | Ранкор                                               | 16 ноября 1985   |
| Демон-вампир Ранкор с помощью своего трюка заставляет Винсента Ван Гоблина глядеть в глаз бесконечности, который медленно превращает его в камень. Для того, чтобы вылечить его, команда - в сопровождении двуликих Богла и Верда - должна путешествовать из Калифорнии в Массачусетс, чтобы приобрести маску Момма.                        |                                                                      |                                                      |                  |
| 12 | «Ужаснейшее шоу на земле» «The Ghouliest Show on Earth»              | профессор Фантазмо                                   | 23 ноября 1985   |
| Бродячий цирк приходит в Дувилль и очаровывает жителей, в том числе родители Скуби и Флимфлама. Шегги и Скуби обнаруживают, что в цирке работают демоны, а злой руководитель цирка Фантазмо имеет планы на счет Сундука Демонов. |                                                                      |                                                      |                  |
| 13 | «Гороскоп Скуби Ду» «Horror-Scope Scoob»                             | Зимбулу                                              | 7 декабря 1985   |
| Когда компания участвует в ТВ-шоу «Вы не поверите... или ещё!», Демон Зимбулу крадет Сундук Демонов. В сопровождении Винсента Ван Гоблина и медиума по имени Делула, компания пытается следить за Зимбулой и Сундуком Демонов. |                                                                      |                                                      |                  |

## Заметки
1. ↑  Руководящий режиссёр